# Jan Timman
Jan Timman (Amsterdam, 14. prosinca 1951.) nizozemski je velemajstor koji je vrhunac svoje šahovske karijere imao 1970-ih i 1980-ih.
Bio je prvak Nizozemske 9 puta. Nekoliko puta je bio i kandidat za natjecanje za svjetskog prvaka u šahu. Natjecao se na FIDE-nom šahovskom prvenstvu 1993. godine. Tada je izgubio protiv Anatolija Karpova. Tijekom 1980-ih i početkom 1990-ih ubrajalo ga se u najboljeg ne-sovjetskog šahista, i bio je poznat kao «best in the west». Timman je i kasnije nastavio s aktivnom igrom. Na FIDE-noj ljestvici u siječnju 2013. imao je rejting 2566.
Jedan je od glavnih urednika šahovskog magazina New In Chess. Njegova knjiga The Art of Chess Analysis (ISBN 1-85744-179-6) se ubraja u klasike moderne šahovske literature.

## Vanjske poveznice
- 75 odlučujućih pozicija iz Timmanovih partija